# Gratshevibelus erici
Gratshevibelus erici is een keversoort uit de familie Ithyceridae. De wetenschappelijke naam van de soort is voor het eerst geldig gepubliceerd in 2009 door Soriano.